# Байконис (Теренкольський район)
Байкони́с (каз. Байқоныс) — село у складі Теренкольського району Павлодарської області Казахстану. Адміністративний центр Байкониського сільського округу.
Населення — 896 осіб (2021; 919 у 2009, 1397 у 1999, 1703 у 1989).
Національний склад станом на 1989 рік:
- казахи — 57 %;
- росіяни — 25 %.